# مرج الزاوية
مرج الزاوية قرية في ناحية كنسبا التابعة لمنطقة الحفّة في محافظة اللاذقية. بلغ عدد سكانها 1094 نسمة حسب تعداد عام 2004.